# Henry Wentworth
Henry Wentworth de Nettlestead, Suffolk, (né vers 1448, décédé entre le 17 août 1499 et le 27 février 1501), de jure 4e baron le Despenser est un baron anglais qui est connu pour être le grand-père de la troisième épouse d'Henri VIII, Jeanne Seymour, et l'arrière-grand-père du fils de Jane, Édouard VI.

## Biographie
Henry Wentworth, né vers 1448, est le fils unique et héritier du courtisan Philip Wentworth (en) (décédé le 18 mai 1464) de Nettlestead, Suffolk, décapité après la bataille de Hexham, et de Mary Clifford, fille de John Clifford, 7e baron de Clifford, par Elizabeth Percy, la fille de Henry Percy. Il est le petit-fils de Roger Wentworth et de Margery le Despenser. En prenant comme deuxième mari Roger Wentworth, un fils cadet de John Wentworth de North Elmsall, Yorkshire, la mère de Philip, Margery, Lady Roos, qui est la fille et héritière de Philip le Despenser, 2e baron le Despenser, aurait été "mariée de manière déshonorante sans autorisation du roi" . Philip Wentworth sert dans l'armée du roi Henri VI dans les guerres des deux roses. Il est fait prisonnier à la Bataille de Hexham et décapité à Middleham, dans le Yorkshire, le 18 mai 1464.
Wentworth est gracié en 1462 et deux ans plus tard, les terres de son père lui sont restituées par le Parlement. En 1475, il se rend en France avec l'armée d'Édouard IV. Il est investi Chevalier du Bain en 1489. Il sert comme écuyer de la maison et chevalier du corps, et occupe les fonctions de chevalier de la Comté pour le Yorkshire et de haut shérif de Norfolk et Suffolk en 1482. Il est haut shérif du Yorkshire en 1489 et 1492.

## Mariages et descendance
Wentworth épouse Anne Say (décédée avant le 22 octobre 1494) vers le 25 février 1470, la fille de John Say et d'Elizabeth Cheyney, dont il a deux fils et quatre filles   :

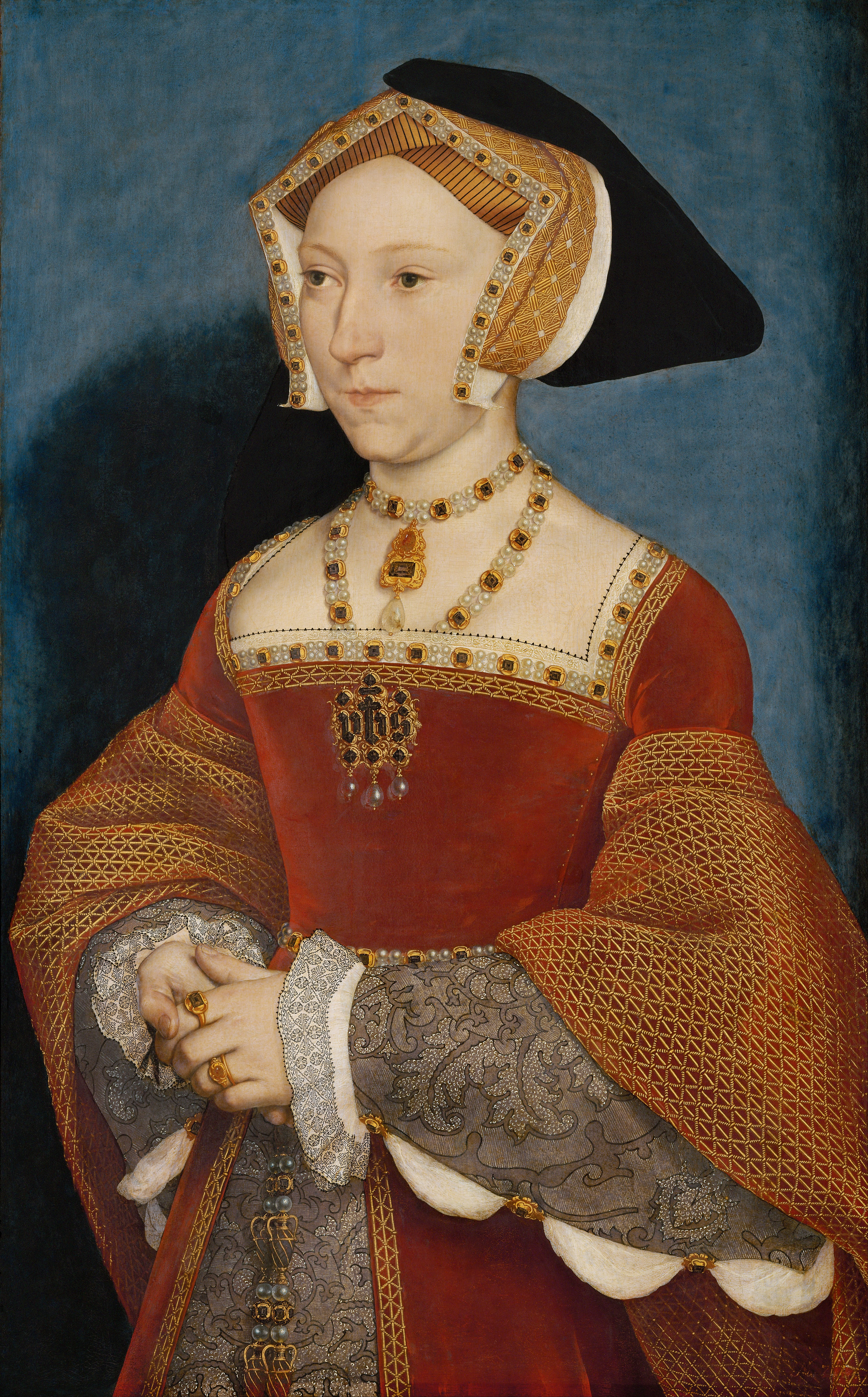
La petite-fille d'Henry, Jane Seymour

- Richard Wentworth, qui épouse Anne Tyrrell, la fille de James Tyrrell, dont il a trois fils, Thomas Wentworth (1er baron Wentworth), Richard et Philip, et cinq filles, Anne, Elizabeth, Margery, Dorothy et Thomasine[8].
- Edouard Wentworth[8]
- Elizabeth Wentworth (décédée après le 22 septembre 1545), qui épouse Roger Darcy (décédé le 30 septembre 1508) de Danbury, Essex. Elle est nommée pour attendre Catherine d'Aragon en octobre 1501[9]. Elle est la mère de Thomas Darcy, 1er baron Darcy de Chiche (1506 - 28 juin 1558)[5] [10]. Elle se remarie, comme sa seconde épouse, à Thomas Wyndham (décédé en 1522) de Felbrigg, Norfolk[11], Vice-amiral et conseiller d'Henry VIII, par qui elle est la mère de Thomas Wyndham (1508-1554)[12]. Elle épouse en troisièmes noces, comme sa troisième épouse, John Bourchier, 1er comte de Bath[12] [13].
- Margery Wentworth (vers 1478 - vers octobre 1550), qui épouse, avant 1500, John Seymour, mère de Jeanne Seymour, troisième épouse d'Henri VIII et mère d'Édouard VI[5] [14] [15] [16].
- Dorothy Wentworth, qui épouse, en seconde épouse, Robert Broughton[8].
- Jane Wentworth[8].

Wentworth épouse, en secondes noces, par licence datée du 22 octobre 1494, Elizabeth Neville (d. septembre 1517), veuve de Thomas Scrope, 6e baron Scrope de Masham et Upsall (décédé le 23 avril 1493), et deuxième fille de John Neville, 1er marquis de Montagu par Isabel, fille d'Edmund Ingaldsthorpe, par qui il n'a aucun descendant. Margaret Beaufort lui donne un livre d'introduction et un psautier. Elle meurt en septembre 1517 et est enterrée avec son premier mari aux Blackfriars, à Londres.

## Mort et enterrement
Le testament de Wentworth, fait le 17 août 1499, est prouvé le 27 février 1501. On estime donc qu'il est décédé entre ces deux dates. Il est enterré très probablement avec sa femme Anne à Newhouse Abbey, dans le Lincolnshire.